# Gerhard Grenzing
Gerhard Grenzing (* 1942 in Insterburg)  ist ein deutscher Orgelbauer.
Grenzing absolvierte seine Ausbildung zum Orgelbauer bei Rudolf von Beckerath Orgelbau in Hamburg. Von 1967 bis 1972 restaurierte er historische Orgeln auf Mallorca. 1972 gründete er eine eigene Werkstatt in El Papiol bei Barcelona. Er baute Orgeln unter anderem in  Frankreich, Deutschland, Belgien, Italien, Portugal, Spanien, Korea, Japan, der Schweiz und in den USA. Von 2006 bis 2010 war er Präsident der International Society of Organbuilders. Er ist Mitglied der Königlichen Akademien der Schönen Künste und Wissenschaften in Barcelona und Sevilla. Für seine Leistungen wurde er vom spanischen Kultusministerium mit der Silbermedaille für künstlerische Verdienste ausgezeichnet.

## Werke (Auswahl)
| Jahr | Ort               | Gebäude                               | Bild | Manuale  | Register | Bemerkungen                                           |
| ---- | ----------------- | ------------------------------------- | ---- | -------- | -------- | ----------------------------------------------------- |
| 1999 | Madrid            | Almudena-Kathedrale                   |      | IV/P     | 71       | → Orgel                                               |
| 2000 | Brüssel           | Kathedrale St. Michael und St. Gudula |      | IV/P     | 63       | → Orgel                                               |
| 2004 | Hanau             | Marienkirche                          |      | III/P    | 48       | → Orgel                                               |
| 2009 | Colmenar de Oreja | Kirche Santa María la Mayor           |      | III/P    | 32       |                                                       |
| 2009 | Taizé             | Versöhnungskirche                     |      | II/P     | 19       | → Orgel                                               |
| 2013 | Maulbronn         | Kloster Maulbronn, Klosterkirche      |      | III/P    | 35       |                                                       |
| 2015 | Großhansdorf      | Auferstehungskirche                   |      | III/P    | 30       | → Orgel                                               |
| 2015 | Paris             | Maison de la Radio                    |      | 2 x IV/P | 87       | → Orgel                                               |
| 2015 | Iserlohn          | St.-Pankratius-Kirche                 |      | IV/P     | 33       | Zusätzlich 31 Transmissionen und Extensionen. → Orgel |